# Fuerza magnetomotriz
La fuerza magnetomotriz (FMM, representada con el símbolo F) es aquella capaz de producir un flujo magnético entre dos puntos de un circuito magnético. Es una de las variables usadas para describir un campo magnético.
La fuerza magnetomotriz se puede entender de manera análoga al voltaje eléctrico de la ley de Ohm. Esto está expresado en la ley de Hopkinson.
En un electroimán en forma de anillo con un pequeño entrehierro, el campo o flujo magnético se limita casi por completo al núcleo metálico y al entrehierro, que juntos forman el circuito magnético. En un motor eléctrico, el campo magnético está confinado en gran parte a las piezas polares magnéticas, el rotor, los entrehierros entre el rotor y las piezas polares y el armazón metálico. Cada línea de campo magnético forma un bucle completo ininterrumpido. Todas las líneas juntas constituyen el flujo total. Si el flujo está dividido, de modo que parte de él está confinado en una parte del dispositivo y parte en otra, el circuito magnético se denomina paralelo. Si todo el flujo está confinado en una sola espira cerrada, como en un electroimán en forma de anillo, el circuito se denomina circuito magnético en serie.
Por analogía con un circuito eléctrico en el que la corriente, la fuerza electromotriz (tensión) y la resistencia están relacionadas por la ley de Ohm: 
(la corriente I es igual a la fuerza electromotriz V dividida por la resistencia R: I = V/R o V = IR), 
se ha desarrollado una relación similar para describir un circuito magnético.
El flujo magnético Φ es análogo a la corriente eléctrica. La fuerza magnetomotriz, fmm o f, es análoga a la fuerza electromotriz V y puede considerarse el factor que establece el flujo. La fmm equivale a un número de vueltas de alambre que transportan una corriente eléctrica y tiene unidades de amperios-vuelta. Si se aumenta la corriente que pasa por una bobina (como en un electroimán) o el número de vueltas de alambre de la bobina, la fmm es mayor, y si el resto del circuito magnético permanece igual, el flujo magnético aumenta proporcionalmente.
La fuerza magnetomotriz es un componente esencial en muchos dispositivos de los que dependemos a diario. Ya sea en motores eléctricos, transformadores, inductores, relés o equipos médicos, la FMM juega un papel crucial en la funcionalidad de los sistemas que alimentan nuestros hogares, industrias y tecnologías de atención sanitaria.

## Historia
El término fuerza magnetomotriz fue acuñado por Henry Augustus Rowland en 1880.  Rowland pretendía indicar una analogía directa con la fuerza electromotriz. La idea de una analogía magnética con la fuerza electromotriz puede encontrarse mucho antes en los trabajos de Michael Faraday (1791-1867) y es insinuada por James Clerk Maxwell (1831-1879).  Sin embargo, Rowland acuñó el término y fue el primero en explicitar una ley de Ohm para circuitos magnéticos en 1873.
La ley de Ohm para circuitos magnéticos se denomina a veces ley de Hopkinson en lugar de ley de Rowland, ya que algunos autores atribuyen la ley a John Hopkinson en lugar de a Rowland. Según una revisión de los métodos de análisis de circuitos magnéticos esta es una atribución incorrecta que se origina en un trabajo de Hopkinson de 1885. Además, Hopkinson en realidad cita el trabajo de Rowland de 1873 en este trabajo.

## Ley de los Hopkinson

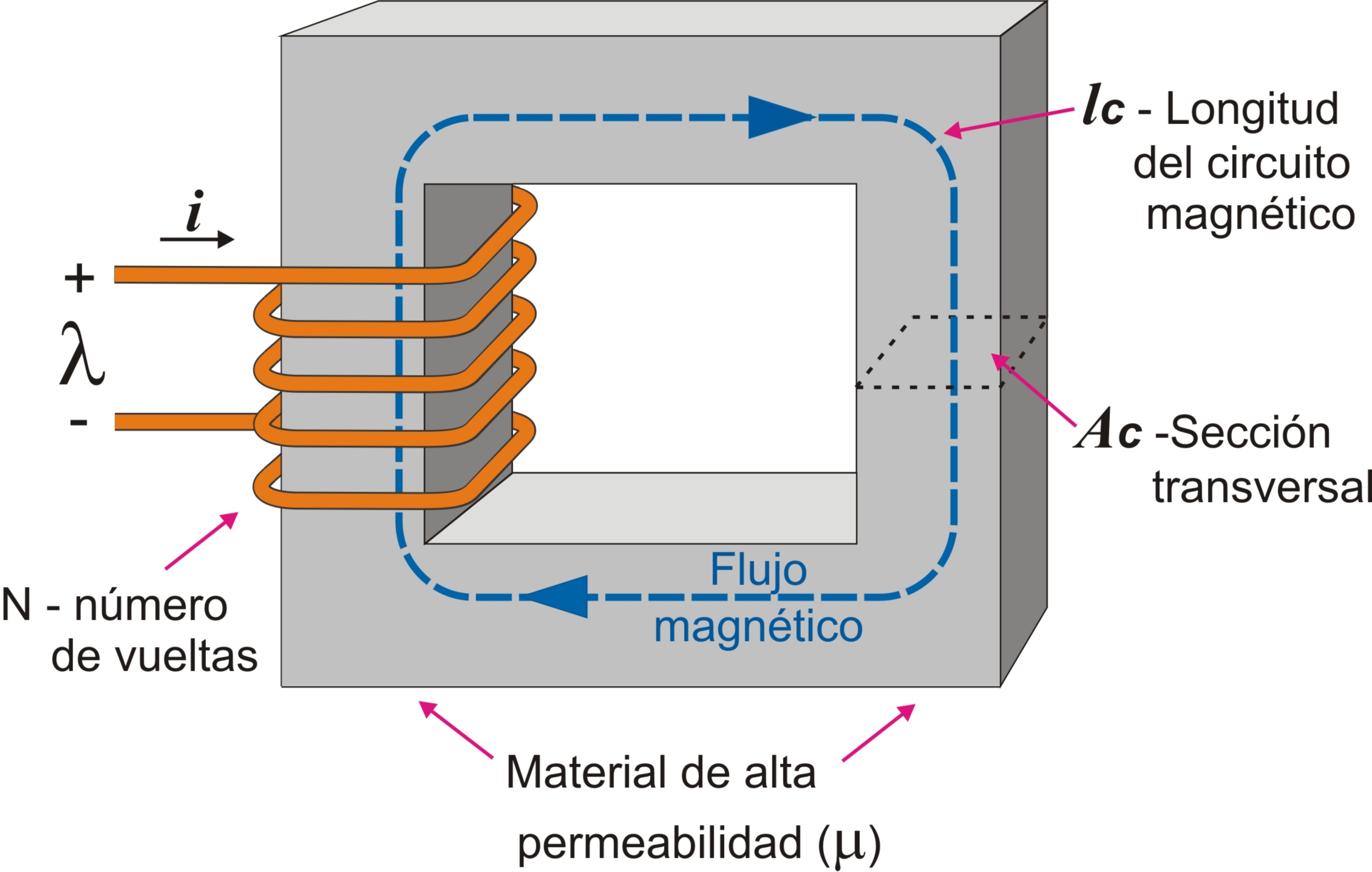
En un circuito magnético simple el solenoide genera una fuerza magnetomotriz proporcional a la corriente por el número de vueltas del solenoide

El potencial magnético o fuerza magnetomotriz, es la fuente que produce el flujo magnético en un circuito magnético.
La Fuerza magnetomotriz de un circuito magnético se puede expresar en términos del flujo magnético Φ y la reluctancia magnética Rm

{\displaystyle F=R_{m}\cdot \Phi }

Esta ecuación se puede entender como una analogía a la ley de Ohm ( V = R I ). El flujo magnético es directamente proporcional a la Fuerza magnetomotriz que lo origina e inversamente proporcional a la reluctancia del circuito magnético que depende de la longitud del circuito, el área transversal del circuito y la permeabilidad magnética del material del que está hecho. Las variables magnéticas se comportan como sus análogas eléctricas en la ley de Ohm.
El flujo magnético sigue las líneas de flujo por donde encuentra menor reluctancia. Por esto las líneas de flujo están dentro del cuerpo de alta permeabilidad, puesto que esto ofrece mucha menor reluctancia que el aire. Sin embargo el cuerpo de alta permeabilidad aún posee cierta reluctancia que es el equivalente a la resistencia en esta analogía de Hopkinson.  El flujo magnético sería el equivalente a la corriente eléctrica.
Usualmente, en los circuitos eléctricos simples la fuerza magnetomotriz se genera empleando un solenoide. Un solenoide es, esencialemente, un hilo conductor aislado enrollado en forma de hélice.

## Fuerza magnetomotriz en un solenoide

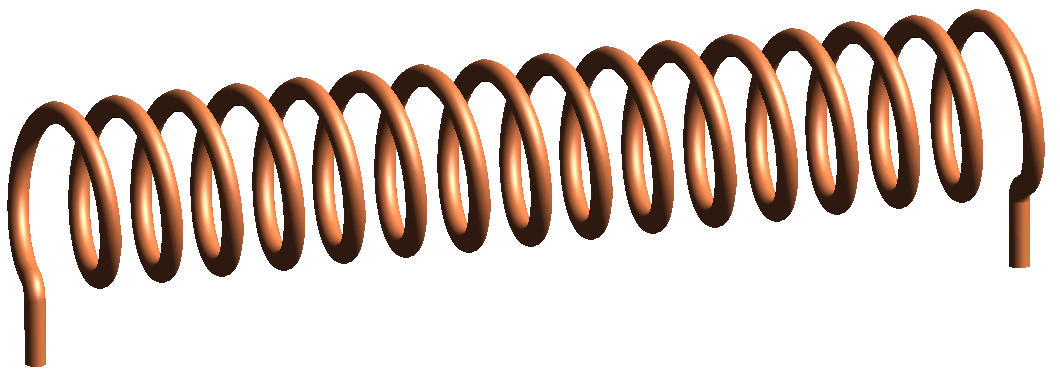
Solenoide.

En el caso de un solenoide largo y con cierto número de vueltas, la expresión se puede simplificar. En este caso se expresa por la siguiente ecuación.

{\displaystyle F=N\cdot I\,\!}

donde:
N: número de espiras de la bobina
I: intensidad de la corriente en amperios (A)
La unidad de medida de la FMM es el amperio-vuelta que se representa por Av.
La relación existente entre la fuerza magnetomotriz y el flujo magnético que esta genera se denomina reluctancia y se determina por la expresión:

{\displaystyle F=\Phi \cdot R_{m}\,\!}

donde:
Φ: Flujo magnético en weber.
{\displaystyle R_{m}}: Reluctancia del circuito en amperio vuelta dividido por weber ( A v/Weber ).

## Unidades
La unidad SI de la fuerza magnetomotriz es el amperio, al igual que la unidad de corriente (de manera análoga, las unidades de la fuerza electromotriz y el voltaje son el voltio). 
La unidad del Sistema Cegesimal de Unidades  (CGS) de fuerza magnetomotriz es el gilbert (Gb), introducida por la Comisión Electrotécnica Internacional en 1930. El gilbert se define de manera diferente y es ligeramente más pequeño que el amperio. Su nombre proviene de William Gilbert (1544-1603), físico, astrónomo y filósofo inglés.
La relación de conversión entre las unidades SI y CGS es:
{\displaystyle {\frac {10}{4\pi }}} (≈ 0,795 774 715 amperios por Gilbert).
Entre la unidad CGS y la unidad SI, la unidad MKS de fuerza magnetomotriz era el amperio-vuelta (At). Los amperios-vueltas todavía se utilizan con frecuencia, porque el valor en unidades SI (amperios) es el producto de la corriente en una bobina por el número de vueltas en la bobina que contribuyen al magnetomotor total.

## La fuerza magnetomotriz en dispositivos
La fuerza magnetomotriz (FMM) es un concepto fundamental en el electromagnetismo, representando la fuerza impulsora que produce un campo magnético dentro de un circuito magnético. Se define matemáticamente como el producto de la corriente que fluye a través de una bobina y el número de vueltas de esa bobina. En aplicaciones prácticas, la FMM juega un papel crucial en numerosos dispositivos y equipos utilizados tanto en la vida diaria como en la industria.
Una de las aplicaciones más comunes de la FMM es en los motores eléctricos. La FMM es esencial para crear los campos magnéticos que interactúan con el rotor, permitiendo el movimiento rotacional. En electrodomésticos como ventiladores, lavadoras y refrigeradores, los motores eléctricos dependen de la FMM para convertir la energía eléctrica en trabajo mecánico. Cuanto más fuerte es la FMM, más potente es el campo magnético y, por lo tanto, más eficiente es el rendimiento del motor.
En los transformadores, la FMM se utiliza para crear el flujo magnético que permite la transferencia de energía eléctrica de una bobina a otra mediante inducción electromagnética. La FMM determina la intensidad del campo magnético del núcleo, lo que a su vez regula la relación de conversión de voltaje. Los transformadores son fundamentales en los sistemas de distribución de energía, tanto en entornos industriales como residenciales, ya que permiten elevar o reducir el voltaje para una transmisión eficiente de energía a larga distancia.
Los inductores y filtros de chispa, presentes en fuentes de alimentación y circuitos electrónicos, utilizan la FMM para controlar el flujo de corriente y filtrar señales. Estos dispositivos almacenan energía en sus campos magnéticos y usan la FMM para regular el voltaje y evitar ruidos eléctricos no deseados en sistemas de comunicación, computadoras y televisores. Los inductores también se utilizan en circuitos de radiofrecuencia para propósitos de sintonización y en la electrónica de potencia para la conversión de energía.
Otra aplicación clave de la FMM es en los relés electromagnéticos. Estos dispositivos utilizan la FMM para controlar la apertura y cierre de contactos eléctricos en respuesta a un flujo de corriente. Los relés se utilizan ampliamente en la automatización, telecomunicaciones y sistemas de seguridad. Por ejemplo, en los automóviles, los relés controlan circuitos para luces, ventanas y otras funciones eléctricas, mientras que en los sistemas de control industrial gestionan el funcionamiento de maquinaria a gran escala.
En las máquinas de imágenes por resonancia magnética (IRM), la FMM se utiliza para generar los campos magnéticos fuertes necesarios para la imagen de los tejidos del cuerpo humano. La FMM, en combinación con otros principios del electromagnetismo, ayuda a producir imágenes de alta resolución para diagnósticos médicos.